# Jan Toftlund
Jan Toftlund (født 2. december 1949 i København, død 5. juli 1990 i Refsvindinge) var en dansk sangskriver, komponist, sanger og guitarist. Jan Toftlund skrev og sang sange med et stærkt socialt engagement med stor inspiration fra amerikansk folk- og bluestradition.
Flere har beskrevet Toftlunds sange som stærkt inspireret af Bob Dylans "Desolation Row". Jan Toftlund levede et hårdt liv med alkohol og cigaretter, og døde i en alder af blot 40 år.

## Karriere
Jan Toftlund debuterede som musiker på Tivolis Vise Vers Huset i 1972 sammen med Erik Grip. Han udgav i 1973 albummet Bagsidesange, hvis tekster kredsede om samfundets udstødte og social indignation, men også indeholdt krads satire, som eksempelvis sangen "Folkets Røst". Albummets sange var skrevet af Toftlund enten alene eller sammen med Erik Grip. På albummet medvirkede Toftlund sammen med Erik Grip (guitar, piano), Søren Engel (bas) og Peter Abrahamsen (tamburin). I 1974 udgav han albummet Fra en anden mands verden med samme besætning, men tillige med Troels Jensen (guitar) og Carsten Smedegaard (trommer) på flere af numrerne.
De to første album blev ikke kommercielt succesfulde, men Toftlunds kompromisløse tekster, der faldt i trådt med 70'ernes socialrealistiske stemning, påkaldte sig dog opmærksomhed, og han fik i 1975 pladekontrakt med forlaget Gyldendals pladeselskab Exlibris, hvorpå han i 1975 udgav Velkommen. På albummet medvirkede Erik Grip, Carsten Smedegaard, Jens Elbøl (bas), Lasse Helner, Ole Fick, Anne Linnet, Holger Laumann og Frank Lauridsen. I 1977 udkom Vejen til byen med orkesteret Dårskabens hus, hvis medlemmer bestod af Smedegaard, Lauridsen, Elbøl, Helner og Fick, der alle havde medvirket på Velkommen. Samme år medvirkede Toftlund på støtte-singlen "De Gemmer Sig Bag Løgne", der blev udgivet under den langvarige faglige konflikt på Det Berlingske Officin.
I slutningen 1970'erne flyttede Jan Toftlund fra Vesterbro til Fyn. Samarbejdet med Exlibris ophørte, og i 1979 udgav Toftlund med violinisten Martin Andersen albummet Vendepunktet "Introduktion Til Mefiat", hvorpå bl.a. medvirkede Paul Banks, Michael Friis, Jørgen Lang, Stig Møller og Ole Fick. Toftlund optrådte i perioden herefter ofte sammen med denne konstellation og Paul Banks & Musikorkestret.
Toftlund leverede også tekster til andre kunstnere. Han skrev teksterne til Anne Wedeges album Rundgang med Mona fra 1979, og Kim Larsen indspillede "Syrenprinsessen" på albummet Forklædt som voksen.
I 1983 udkom Galimatiasgade på CBS med Jørgen Lang, Paul Banks og Martin Andersen og i 1987 udgav Toftlunds sit sidste album, Letsind. 
Jan Toftlund spillede ofte på Midtfyns Festival og spillede også på festivalen få dage inden han døde.
Tre af Toftlunds album er udgivet på et CD-bokssæt (Bagsidesange, Velkommen og Vejen til byen) og i 2000 blev der af Lasse Helner, Ken Dallager og Benny Holst opsat en teaterkoncert, "Friheden tur/retur" med Jan Toftlunds sange. Forestillingen blev udgivet på cd.

## Discografi
- Bagsidesange 1973 (Abra Cadabra AB 102)
- Fra en anden mands verden 1974 (Abra Cadabra ABC 111)
- Velkommen 1975 (EXL 15.001)
- Vejen til byen 1977 (EXL 20.018)
- Vendepunktet "Introduktion Til Mefiat" 1979 (Ferry Records F 29.103)
- Galimatiasgade 1983 (CBS 25782)
- Letsind 1987 (Pusher Records, PUSH 1003)
- Velkommen 2000, CD Boxsæt (Exlbris EXLCD50030)